# Susana Arias
Susana Arias (Lugo, 1973) és una gestora cultural, editora i professora universitària catalana d'origen gallec.
Llicenciada en Ciències de la comunicació per la Universitat Autònoma de Barcelona (UAB), va cursar un Màster of Arts en Estudis culturals al Goldsmiths College, de la Universitat de Londres, ha treballat com a professora associada del Departament de Periodisme de la UAB i com a editora i responsable de publicacions a l'Editorial Herder, on va coordinar l’edició de grans projectes com ara el Diari filosòfic de Hannah Arendt o l’Enciclopèdia d’obres de filosofia de Franco Volpi. Amb més de vint anys d'experiència en l'àmbit cultural i de les humanitats, des de l'any 2010 ha estat vinculada al CCCB en el comissariat i coordinació de diversos projectes, com l'edició del Diari filosòfic de Hannah Arendt o l'Enciclopèdia d'obres de filosofia de Franco Volpi, i també de cicles de debats i seminaris a projectes educatius i de creació audiovisual, com ara la col·lecció d'assajos fílmics Un vocabulari per al futur. També va treballar en la concepció i gestió de programes de col·laboració amb diverses institucions locals i internacionals. Entre el 2014 i el 2019 va ser responsable de programació i gestió de l'Institut d'Humanitats de Barcelona durant cinc anys, on va propiciar la incorporació al programa de noves veus, perspectives i públics. Des de la seva creació a l'octubre del 2019 Susana Arias passà a ser la nova cap de mediació del CCCB.